# ستوان یکم مارشال
ستوان یکم فیلد مارشالدرجه نظامی که در برخی از ارتش های مصری و خارجی از قرن هفدهم درجه بالایی برخوردار است، این درجه به عنوان بالاترین فرمانده ارتش در قرن هفدهم به کار می رفت یک سرهنگ سواره نظام در کشورها.